# Toxopoda mordax
Toxopoda mordax är en tvåvingeart som beskrevs av Iwasa, Zuska och Ozerov 1991. Toxopoda mordax ingår i släktet Toxopoda och familjen svängflugor.
Artens utbredningsområde är Bangladesh. Inga underarter finns listade i Catalogue of Life.